# Lenoir (North Carolina)
 For alternative betydninger, se Lenoir. (Se også artikler, som begynder med Lenoir)
Lenoir (udtales som La-NOR) er en by i Caldwell County i det vestlige North Carolina i USA. Det er countyets administrative centrum (county seat). Byen havde godt 18.000 indbyggere ved den seneste folketælling i 2010.
Lenoir ligger udkanten af Blue Ridge Mountains i de såkaldte foothills. Nordøst for byen ligger Brushy Mountains, der er en udløber af Blue Ridge Mountain. Lenoir er en vigtig by i det såkaldte Hickory-Lenoir-Morganton, NC Metropolitan Statistical Area.

## Historie
De første hvide, der slog sig ned der, hvor Lenoir nu ligger, var en familie ved navn Tucker, som kom til området i 1765. Stedet blev kendt som Tucker's Barn. Efterhånden som flere flyttede til området, blev det et samlingssted for de lokale. Blandt de "nye" var også William Lenoir, som havde grundlagt Wilkesboro længere mod øst, og slog sig ned i dette område omkring 1775. Under den amerikanske frihedskrig, fungerede William Lenoir som kaptajn for et militskompagni under Benjamin Cleveland, og efter krigen blev han generalmajor i den lokale milits. Hans hjem, Fort Defiance fra 1792, der ligger få kilometer fra byen, er i dag en turistattraktion.
I 1841 blev Caldwell Counbty oprettet ved en sammenlægning af dele af andre counties. Da der skulle findes et sted til at lægge byens amtssæde (county seat), kom der en del forslag frem, men til sidst enedes man om at udpege Tucker's Barn. Efter udpegningen fik byen navnet Lenoir efter William Lenoir.

## Geografi
Lenoir ligger sydøst for centrum af Caldwell County. Øst for byen begynder Brushy Mountains, og kædens højeste bjerg, Hibriten Mountain (674 m.o.h.) ligger umiddelbart øst for bygrænsen. Byen selv ligger 356 m over havet.
Byen ligger hvor U.S. Highway 64 krydser U.S. Hghway 321. Byen har et areal på ca. 51 km2, hvoraf intet er vand. Lenoir ligger nær Lower Creek, som er en biflod til Catawba River.

## Demografi
Ved folketællingen i 2010 havde byen 18.228 indbyggere., hvilket betyder at beolkningstætheden var391 pr. km2. 81 % af indbyggerne var hvide, 15 % var afroamerikanere, 4 % Latinamerikanere mens resten var andre racer.
Medianindkomsten for en familie var $ 37.280 og 14,3 % af befolkningen levede under den officielle fattigdomsgrænse.

## Økonomi
Broyhill Furniture Company, der er en af USA's største møbelproducenter, havde hovedsæde i Lenoir i mange år, men har for få år siden lukket dette. Også andre møbelvirksomheder havde fabrikker i og omkring Lenoir, men de fleste af disse er også lukkede. I dag er sundheds- og uddannelsesektorerne de største arbejdsgivere i byen.
Google har en såkaldt server farm med tilhørende datacenter i byen, som også er kendt for sine grossistplanteskoler.